# Black Market
A Black Market a Weather Report 1976-ban kiadott jazz rock stílusú albuma. Az album producerei Joe Zawinul és Wayne Shorter voltak. A felvételek 1975 decemberében készültek, a lemez pedig 1976 áprilisában jelent meg a Columbia Recordsnál. A Columbia 1991-ben digitálisan feljavítva újra kiadta CD-n.
Ez a Weather Report hatodik albuma, s az első, melyen Jaco Pastorius basszusos is játszik. Két számban szerepel. Az album merít afrikai eredetű zenékből is, így műfaját világfúzióként lehetne jellemezni.

## Zeneszámok
1. "Black Market" (J. Zawinul) – 6:28
2. "Cannon Ball" (J. Zawinul) – 4:36
3. "Gibraltar" (J. Zawinul) – 8:16
4. "Elegant People" (W. Shorter) – 5:03
5. "Three Clowns" (W. Shorter) – 3:31
6. "Barbary Coast" (J. Pastorius) – 3:19
7. "Herandnu" (A. Johnson) – 6:36

## Közreműködők
- Joe Zawinul – 2 ARP 2600, Rhodes elektromos zongora, Yamaha nagyzongora, Oberheim polifonikus szintetizátor
- Wayne Shorter – Selmer szoprán- és tenorszaxofon, Computone Lyricon
- Alphonso Johnson – Fender electric bass, Charles La Boe elektromos basszusgitár (1,3,4,5,7 számok)
- Jaco Pastorius – Fender Fretless elektromos basszusgitár (2,6 számok)
- Chester Thompson – Ludwig dob
- Narada Michael Walden – dobok
- Don Alias – kongák és ütőhangszerek
- Alejandro Neciosup Acuña – LP konga és ütőhangszerek